# برمه در بازی‌های آسیایی ۱۹۷۴
برمه در بازی‌های آسیایی ۱۹۷۴ در تهران، ایران که از ۱ تا ۱۶ سپتامبر ۱۹۷۴ برگزار شد، شرکت کرد. این کشور با ۱ مدال نقره و ۲ مدال برنز (در مجموع ۳ مدال) در جایگاه هفدهم قرار گرفت.